# 潘樂恩
潘樂恩（POON Lok Yan, Isis，1991年8月22日—），香港女子羽毛球運動員。曾就讀於庇理羅士女子中學及浸信會呂明才中學。現正就讀香港中文大學新亞書院。曾經獲得2007年度香港傑出運動員選舉「最具潛質運動員」獎。退役後轉任教練，2022年前往澳洲雪梨的俱樂部執教。

## 簡歷
潘樂恩自小跟隨父親打羽毛球，小學三年級便開始參加羽毛球訓練班，隨後開始羽毛球生涯，至2008年入選香港羽毛球代表隊。

### 2009年世青賽奪銅
2009年11月，潘樂恩在馬來西亞舉行的世界青年羽毛球錦標賽與謝影雪合作贏得女雙銅牌，這亦是香港隊歷來最好的成績。同年12月，代表香港出戰東亞運動會，參加羽毛球比賽的女子團體項目，奪得銅牌。
2010年11月，潘樂恩代表香港出戰廣州亞運會，夥拍謝影雪參加羽毛球比賽的女子雙打及團體項目。

### 2012年超級賽奪冠
2012年9月，潘樂恩夥拍謝影雪出戰日本羽毛球超級賽女雙賽事，從十六強接連擊敗三對東道主的組合，闖入決賽；最終再在決賽以2比0（21-17、22-20）擊敗日本的松尾靜香/內藤真實，奪得香港隊首個超級系列賽女雙錦標，亦成為港隊首對土生土長的超級系列賽冠軍。

### 2013年世錦賽
2013年8月，潘樂恩參加中國廣州舉行的世界羽毛球錦標賽，與謝影雪以12號種子身分出戰女子雙打項目。她們首圈輪空，第二圈即以2比0擊敗俄羅斯組合晉級；但在第三圈就以0比2（9-21、16-21）負於2號種子、中國的马晋/汤金华，16強止步。

### 2014年 與謝影雪拆夥再復合
2014年，港隊教練安排潘樂恩與謝影雪拆夥。潘樂恩在此期間回到校園讀書，同時亦降低了訓練和比賽量，期間曾先後與周凱華、陳祉嘉、石曉瑤等搭檔，但成績未如理想。其後，港隊教練陳康認為她與謝影雪有機會再戰奧運，她便決定停學一年重投訓練，並在翌年5月宣布與謝影雪「復合」以爭取奧運資格。
在2015年丹麥羽毛球首要超級賽的十六強賽中，潘樂恩/謝影雪面對日本組合福萬尚子/與猶胡桃，曾與對手一板連續打了4分31秒，合共超過250次來回，創下史上最長來回球的世界紀錄。潘樂恩指出，當時打至最後2分鐘時已經感覺麻木，打完一刻感覺很累。

### 2015年 重傷退賽
2015年11月，謝影雪/潘樂恩出戰澳門格蘭披治黃金大獎賽，並成功進入女雙決賽。在第二局與對手打至15:15時，潘樂恩在一記過頭高波落地時受傷，即場不能站立，要被逼退賽，並由擔架抬走，送往山頂醫院診治。經磁力共震及骨科醫生檢驗後，證實她是半月板移位及前十字韌帶撕裂，或需進行手術，預料手術後需四至五個月時間休息才能康復，想要爭取翌年里約奧運資格的機會甚微。
醫生原建議潘樂恩分兩次接受手術，以減低風險；但她考慮到如接受兩次手術的話，一定趕不及奧運會，遂沒有按醫生建議，一次過完成手術。在養傷的半年期間，由於無法與謝影雪在奧運積分賽搶分，只能希望其他對手的積分沒有追上來。最後，她們在16對參賽組合中排第13位入圍里約奧運。

### 2017年世锦赛
2017年8月，潘樂恩參加苏格兰格拉斯哥舉行的世界羽毛球錦標賽，她和謝影雪出戰女子双打項目。她與謝影雪在首圈以2比0 （21-14、21-9）轻取法国的德尔菲娜·德尔吕/ 莉亚·巴莱尔莫。在第二圈中，以2比0 （14-21、19-21）不敌赛会8号种子中国的骆赢/骆羽，32強止步。

### 淡出賽場及退役
潘樂恩因傷後復原不如預期，恰逢搭檔謝影雪在混雙項目有所突破，而在2017年底被教練告知拆夥。拆夥後，潘樂恩留在隊內訓練新人並淡出賽場。2020年3月退役，轉任教練。2022年3月，前往澳洲雪梨的一間羽球俱樂部擔任教練。

## 演藝
- 《晚吹-又要威又要戴頭盔》 2021年7月22日和8月12日 (Viu TV)

## 主要比賽成績
只列出曾進入準決賽的國際賽事成績：
| 年份      | 賽事                     | 公開賽級別 | 項目      | 拍檔                | 成績      |
| 代表 香港 | 代表 香港                | 代表 香港  | 代表 香港 | 代表 香港           | 代表 香港 |
| --------- | ------------------------ | ---------- | --------- | ------------------- | --------- |
| 2008年    | 亚洲青年羽毛球錦標賽     | 其他       | 混合團體  | －                  | 季軍      |
| 2009年    | 紐西蘭羽毛球大獎賽       | 大獎賽     | 女子雙打  | 謝影雪              | 亞軍      |
| 2009年    | 世界青年羽毛球錦標賽     | 其他       | 女子雙打  | 謝影雪              | 铜牌      |
| 2011年    | 澳洲羽毛球黃金大獎賽     | 黃金大獎賽 | 女子雙打  | 謝影雪              | 準決賽    |
| 2011年    | 印度羽毛球超級賽         | 超級賽     | 女子雙打  | 謝影雪              | 準決賽    |
| 2011年    | 紐西蘭羽毛球國際挑戰賽   | 國際挑戰賽 | 女子雙打  | 謝影雪              | 亞軍      |
| 2011年    | 泰國羽毛球黃金大獎賽     | 黃金大獎賽 | 女子雙打  | 謝影雪              | 準決賽    |
| 2011年    | 日本羽毛球超級賽         | 超級賽     | 女子雙打  | 謝影雪              | 準決賽    |
| 2012年    | 日本羽毛球超級賽         | 超級賽     | 女子雙打  | 謝影雪              | 冠軍      |
| 2013年    | 越南羽毛球國際挑戰賽     | 國際挑戰賽 | 女子雙打  | 謝影雪              | 亞軍      |
| 2013年    | 東亞運動會羽毛球比賽     | 其他       | 女子團體  | －                  | 銅牌      |
| 2014年    | 越南羽毛球國際挑戰賽     | 國際挑戰賽 | 混合雙打  | 唐金石              | 亞軍      |
| 2014年    | 大阪羽毛球國際挑戰賽     | 國際挑戰賽 | 混合雙打  | 唐金石              | 準決賽    |
| 2015年    | 加拿大羽毛球大獎賽       | 大獎賽     | 女子雙打  | 謝影雪              | 準決賽    |
| 2015年    | 碧特博格羽毛球黃金大獎賽 | 黃金大獎賽 | 女子雙打  | 謝影雪              | 亞軍      |
| 2015年    | 澳門羽毛球黃金大獎賽     | 黃金大獎賽 | 女子雙打  | 謝影雪              | 亞軍      |
| 2017年    | 馬來西亞羽毛球大師賽     | 黃金大獎賽 | 女子雙打  | 謝影雪              | 亞軍      |
| 代表      |                          |            |           |                     |           |
| 2023年    | 雪梨羽毛球國際賽         | 國際系列賽 | 女子雙打  | 西尔维娜·库尔尼亚万 | 亞軍      |

| 2007-2017年 | 首要超級賽 | 超級賽 | 黃金大獎賽 | 大獎賽 | 國際挑戰賽 | 國際系列賽 | 未來系列賽 | 其他 |

| 2018-2026年 | 總決賽 | 超級1000賽 | 超級750賽 | 超級500賽 | 超級300賽 | 超級100賽 | 國際挑戰賽 | 國際系列賽 | 未來系列賽 | 其他 |

### 奧運會和世錦賽參賽紀錄
|          | 搭檔   | 2011 | 2012       | 2013 | 2014 | 2015 | 2016       | 2017 |
| -------- | ------ | ---- | ---------- | ---- | ---- | ---- | ---------- | ---- |
| 女子雙打 | 謝影雪 | 16強 | 小組第四名 | 16強 | －   | －   | 小組第四名 | 32強 |

## 榮譽
- 香港傑出運動員選舉

「香港最具潛質運動員」（2007年）

## 外部連結
- 潘樂恩的Instagram帳戶
- 運動員資料-潘樂恩[永久]